# Imperiul Răului

Președintele american Ronald Reagan adresându-se Congresului, 1981.

Expresia Imperiul Răului se referă în special la Uniunea Sovietică și la imperiul său, expresie folosită de președintele american Ronald Reagan, care a luat o poziție agresivă împotriva Uniunii Sovietice, a capabilităților sale strategice și militare globale. Această expresie a înfuriat pe liderii sovietici și a reprezentat partea de retorică din escaladarea războiului rece.